# La banda dei sospiri
La banda dei sospiri è il terzo romanzo di Gianni Celati, pubblicato da Einaudi in prima edizione nel 1976, poi con qualche correzione in Parlamenti buffi, presso Feltrinelli (collana "Impronte" n. 69), nel 1989, dove reca il sottotitolo Romanzo d'infanzia, quindi in edizione economica nel 1998 (collana "Universale Economica Feltrinelli" n. 1518), con una quarta di copertina firmata dallo stesso autore, dove dice di aver scritto questo libro durante un soggiorno negli Stati Uniti nel 1971. Nel 2015 il romanzo è uscito nuovamente presso Quodlibet.

## Curiosità
- Il gruppo cesenate "La Banda dei Sospiri" sceglie questo nome in onore del romanzo di Celati.[2]

## Traduzioni
- (EU)  Denak hasperenka: haurtzaroko nobela, trad. Pello Lizarralde, Pamplona: Igela, 2005
- (FR)  La sarabande des soupirs, trad. Pascaline Nicou, Paris-Monaco: le Serpent à plumes, 2007